# Pedicularis fetisowii
Pedicularis fetisowii är en snyltrotsväxtart som beskrevs av Eduard August von Regel. Pedicularis fetisowii ingår i släktet spiror, och familjen snyltrotsväxter. Inga underarter finns listade i Catalogue of Life.